# Amand Maerten
Amand Maerten (Poperinge, 4 juni 1829 – 13 september 1892) was een Belgisch componist, muziekpedagoog en dirigent.

## Levensloop
Maerten was vanaf 1861 muziekleraar aan het Sint-Stanislascollege in Poperinge. In 1874 richtte hij aldaar een collegefanfare op en was voor 22 jaar hun dirigent. Eveneens vanaf 1861 werd hij dirigent van de Société du Corps des Sapeurs Pompiers de Poperinge. Op basis van een besluit van de gemeenteraad van Poperinge werd deze fanfare in juli 1872 gesplitst. Maerten werd dirigent van de nieuwe Philharmonie de Poperinghe - ook Ancienne Musique des Sapeurs Pompiers genaamd, maar veranderde zich in 1873 naar de nieuwe fanfare Muziekkorps van de Sapeurs Pompiers en bleef in deze functie tot 1886.
Naast een groot aantal bewerkingen van klassieke muziek voor harmonie- of fanfareorkest was hij ook als componist werkzaam. Zijn Ouverture de l'Opéra de la Reine d'un Jour wordt tevens nog bewaard in het archief van de Koninklijke Poperingse Harmonie Sint-Cecilia.